# Dongfeng 5

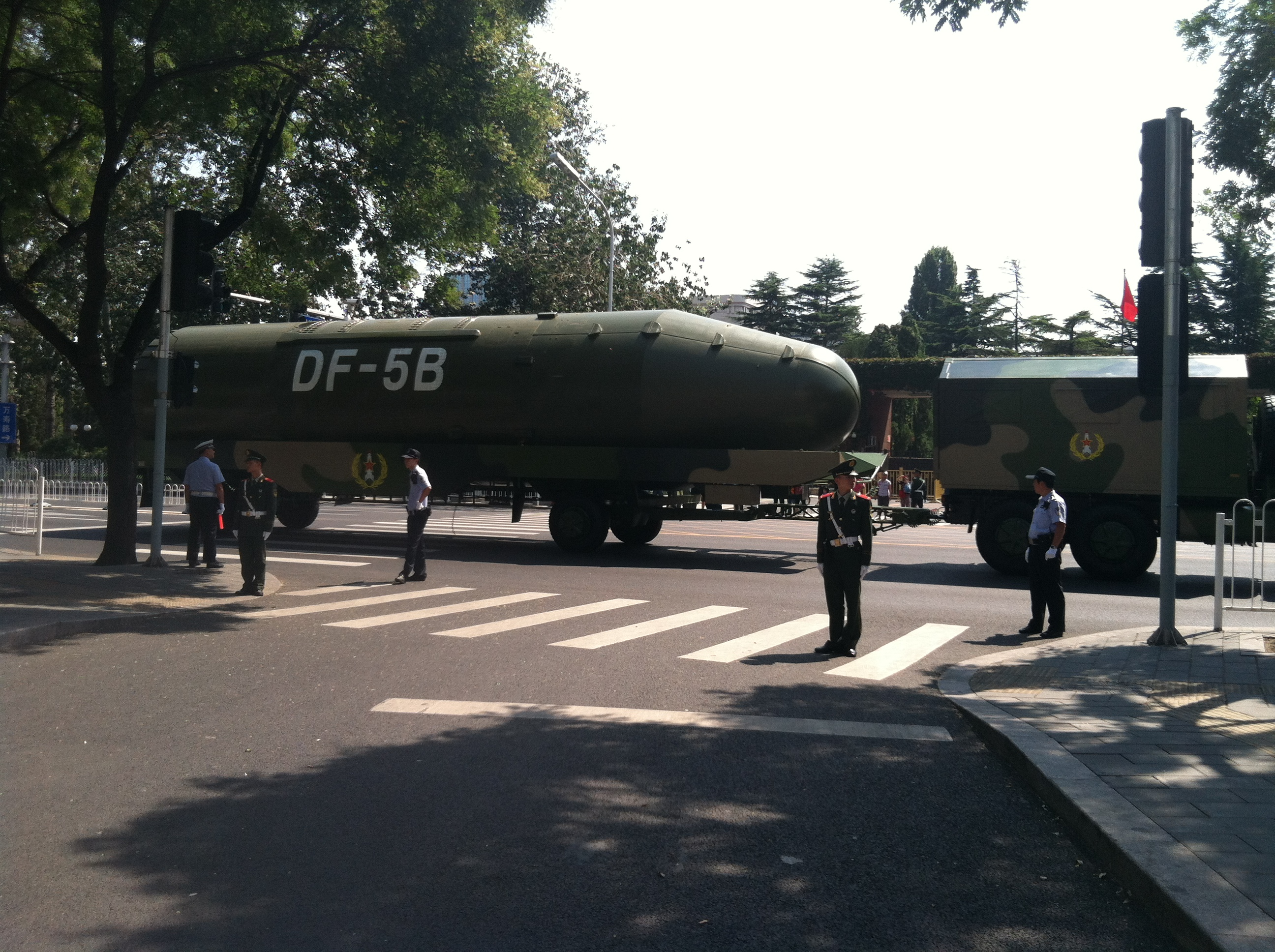
Obere Stufe der Version DF-5B

Dongfeng 5 oder DF-5 (NATO-Code: CSS-4) ist die Bezeichnung einer landgestützten ballistischen Interkontinentalrakete der Volksrepublik China.

## Entwicklung
Die Entwicklung von Kernwaffen und Trägerraketen war ursprünglich am 5. Forschungsinstitut des Verteidigungsministeriums unter der Leitung von Qian Xuesen angesiedelt. Am 4. Januar 1965 beschloss der Nationale Volkskongress, die Raketenaktivitäten aus dem Verteidigungsministerium in ein eigenes Ministerium auszulagern, das „Siebte Ministerium für Maschinenbauindustrie“. Bereits damals hatten sich die Beziehungen zur Sowjetunion stark verschlechtert, und im März 1965 entschied die für das chinesische Kernwaffenprogramm zuständige „Zentrale Kommission für Spezialprojekte“ (中央专门委员会) unter der Leitung von Premierminister Zhou Enlai, eine Interkontinentalrakete mit dem Namen „Dongfeng 5“, also „Ostwind 5“, zu entwickeln, die Atomsprengköpfe in den europäischen Teil der Sowjetunion tragen könnte. Im Vergleich zu den bisherigen Mittelstreckenraketen war dies eine große Herausforderung. Zunächst mussten eine Reihe von Schlüsseltechnologien gemeistert werden, wie zum Beispiel Triebwerke mit großer Schubkraft, die Berechnung der Flugbahn mittels Bordcomputer und die Steuerung des Schubkraftvektors. Für die Computer war die 2. Akademie des Siebten Ministeriums zuständig, die heutige Akademie für Verteidigungstechnologie. Unter der Leitung von Liang Sili wurde ein sehr leichter Computer aus integrierten Schaltkreisen entwickelt, etwas über das damals nur die amerikanische Minuteman II verfügte. Im September 1966 war die erste Version des Bordrechners fertiggestellt, dann wurden die weiteren Entwicklungsarbeiten an der Rakete jedoch durch die gerade ausgebrochene Kulturrevolution unmöglich gemacht.

Dongfeng-5A (links) und die Dongfeng-5B

Nach dem Zwischenfall am Ussuri vom 2. März 1969 ordnete die 1968 im Zusammenhang mit den bürgerkriegsähnlichen Unruhen der Kulturrevolution aufgestellte, aus dem Zentralkomitee der Kommunistischen Partei Chinas, dem Staatsrat der Volksrepublik China und der Zentralen Militärkommission bestehende Militärische Kontrollkommission (军事管制委员会, eine Art „Kriegskabinett“) an, dass an der 1. Akademie eine Forschungsgruppe zur Entwicklung von strategischen Raketen mit einer Reichweite von mehr als 3000 km zu bilden wäre; der erste Testflug hätte vor dem 1. Oktober 1970 (dem chinesischen Nationalfeiertag) stattzufinden. Wie es Ye Jianying, stellvertretender Vorsitzender der Zentralen Militärkommission, damals ausdrückte: „Solange wir keine Interkontinentalraketen haben, kann der Vorsitzende Mao nicht ruhig schlafen.“ Um dieses ambitionierte Ziel zu erreichen, schlug die Militärische Kontrollkommission vor, die Zahl der Raketentests zu reduzieren. Die Stadtverwaltung von Peking mobilisierte eine große Zahl von Arbeitern für den Produktionskampf bei allen Teilsystemen der Rakete.
Leiter der Entwicklergruppe wurde Tu Shou’e (屠守锷, 1917–2012), vormals stellvertretender Chefkonstrukteur der Mittelstreckenraketen Dongfeng 2 und Dongfeng 3 an der 1. Akademie des Siebten Ministeriums, die heutige Akademie für Trägerraketentechnologie. Auch Wang Yongzhi wurde aus der Mittelstreckengruppe herausgezogen. Zusammen mit Liang Sili und dem Sprengkopf-Experten Li Xu’e (李绪鄂, 1928–2001) wurde er einer der Stellvertreter von Tu Shou’e.
Bei der Konstruktion der Rakete war Wang Yongzhi für die Festlegung aller Parameter zuständig. Er war für das harmonische Zusammenwirken aller Teilsysteme in der Rakete verantwortlich sowie für die Planung der Tests am Boden und der Testflüge. Hierbei entwickelte er ein Konzept für einen Prüfstand, auf dem die gesamte Rakete, nicht nur die Triebwerke, getestet werden konnte. Qian Xuesen, der dem Projekt das Kommando hatte, unterstützte diesen Vorschlag, wodurch sich nicht nur – wie von der Militärische Kontrollkommission gewünscht – die Entwicklungszeit, sondern auch die Entwicklungskosten merklich reduzierten.

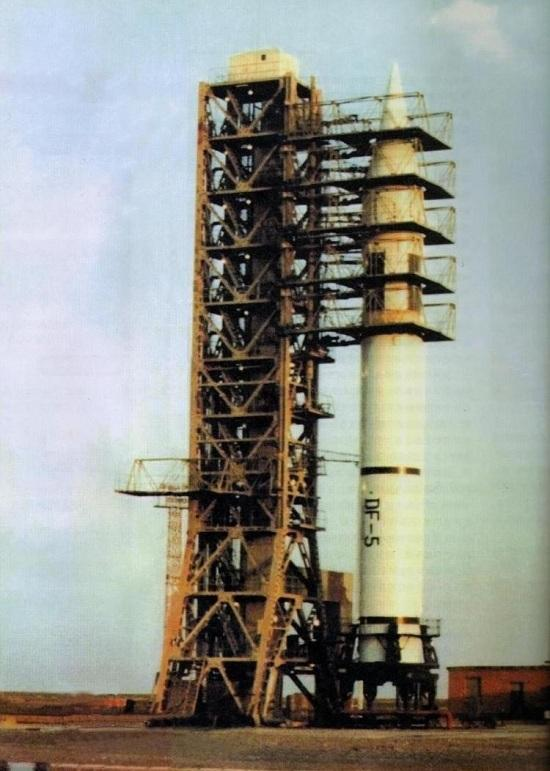
Die Rakete von 1971

Die Vorstellung, mit nicht speziell ausgebildeten Arbeitern in einer Massenbewegung Interkontinentalraketen bauen zu können, erwies sich jedoch als irrig. Zahlreiche Komponenten waren mangelhaft und mussten für eine Reparatur oder sogar Neuanfertigung in die Werkstätten zurückgeschickt werden. So dauerte es bis zum 1. Juli 1971, bis das erste Exemplar der Rakete für einen Testflug bereit war. Bei den Startvorbereitungen machten sich jedoch ungewöhnliche Geräusche bemerkbar, und es stellte sich heraus, dass mit dieser Rakete zu viele Tests auf dem Prüfstand durchgeführt worden waren, was zur Alterung einiger Bauteile geführt hatte. Viele der Ingenieure sprachen sich dafür aus, diese Rakete nicht mehr zu verwenden. Angesichts des Aufwands, den die Herstellung dieses Exemplars gefordert hatte, sprach sich Wang Yongzhi jedoch dafür aus, das Risiko einzugehen. Mit Billigung von Tu Shou’e reiste er nach Peking, um der Zentralen Kommission für Spezialprojekte Bericht zu erstatten. Zhou Enlai stimmte Wang zu und erteilte die Anweisung, den Testflug wie ursprünglich geplant durchzuführen. Dies erfolgte am 10. September 1971. Der Start und die Trennung von erster und zweiter Stufe verliefen planmäßig. Dann schaltete sich jedoch das Triebwerk der zweiten Stufe 6 Sekunden zu früh ab, und die Rakete konnte das Zielgebiet nicht erreichen. Dennoch wurde der Test als Erfolg verbucht.
Nach diesem Teilerfolg machte die Entwicklungsabteilung unter Tu Shou’e zehn Vorschläge, was an der Rakete grundlegend zu verbessern wäre. Diese wurden umgesetzt, und am 26. Dezember 1972, Maos Geburtstag, fand der zweite Flugtest statt. Dabei kam es jedoch während des Startvorgangs zu einem Kurzschluss im elektrischen Zünder eines Triebwerks und einer automatischen Notabschaltung der Rakete. Die Rakete selbst war nicht beschädigt. Man wechselte die Triebwerke der ersten Stufe aus und führte im April 1973 den nächsten Test durch. Nun startete die Rakete ordnungsgemäß, aber nach 42 Sekunden fiel die Stromversorgung des Steuersystems aus. Die Rakete geriet außer Kontrolle und zerstörte sich selbst.
Daraufhin wurde die Entwicklung von Langstreckenraketen zunächst zurückgestellt. Erst nach dem Sturz der Viererbande 1976 und dem Ende der Kulturrevolution wurde die Entwicklungsarbeit wieder aufgenommen. Ab Januar 1979 wurden zahlreiche Testflüge durchgeführt, und am 18. Mai 1980 fand, noch mit einer Startvorbereitungszeit von acht Stunden, der erste Weitflug vom Kosmodrom Jiuquan in ein 8000 km entferntes Meeresgebiet nordöstlich von Australien statt. Die maximale Reichweite der Dongfeng 5 betrug 12.020 km. Nachdem dieser Test erfolgreich verlief,
wurden die ersten Raketen 1981 der Volksbefreiungsarmee übergeben. Die Volksbefreiungsarmee rüstete drei Brigaden mit insgesamt 20 bis 30 Exemplaren aus.
Die ab Juli 1979 unter der Leitung von Wang Yongzhi entwickelte, verbesserte Ausführung DF-5A / CSS-4A wurde 1986 eingeführt. Diese Version verfügt über MIRV-Sprengköpfe und ein verbessertes Lenksystem. Es wird eine Treffergenauigkeit (CEP) von rund 500 m erreicht.

## Technik
Die Raketen sind in gepanzerten Silos gelagert und werden direkt aus diesen gestartet. Die Zeit für die Startvorbereitung liegt bei 100 bis 120 Minuten. Ein Teil der Raketen ist in unterirdischen Bunkern gelagert. Zum Start werden die Raketen aus den Bunkern zu einem Starttisch transportiert und dort startbereit gemacht.
Dongfeng 5 ist eine zweistufige Rakete mit Flüssigkeitsraketentriebwerk. Als Treibstoff verwendet sie die lagerfähigen Flüssigtreibstoffe UDMH und Stickstofftetroxid. Die Steuerung erfolgt mittels eines Trägheitsnavigationssystems. Die Rakete ist mit einem einzelnen Multimegatonnen-Sprengkopf bestückt. Es wird eine Präzision von 1.000 bis 1.500 m erreicht.
Infolge der schlechten Treffergenauigkeit kann die DF-5 nur gegen „weiche Ziele“ wie Bevölkerungszentren, Industriekomplexe, Hafenanlagen und Eisenbahnknotenpunkte eingesetzt werden. US- und NATO-Experten schätzen sie als eine wenig effektive Zweitschlagswaffe ein. Die verbesserte DF-5A hingegen wird als Erstschlagswaffe klassifiziert.

## Status
Die Volksbefreiungsarmee hatte im Jahr 2009 einen Bestand von 20 DF-5. Diese sollen in den kommenden Jahren ausgesondert und durch DF-31A und noch in der Testphase befindliche gemirvte schwere DF-41 ersetzt werden.

## Technische Daten

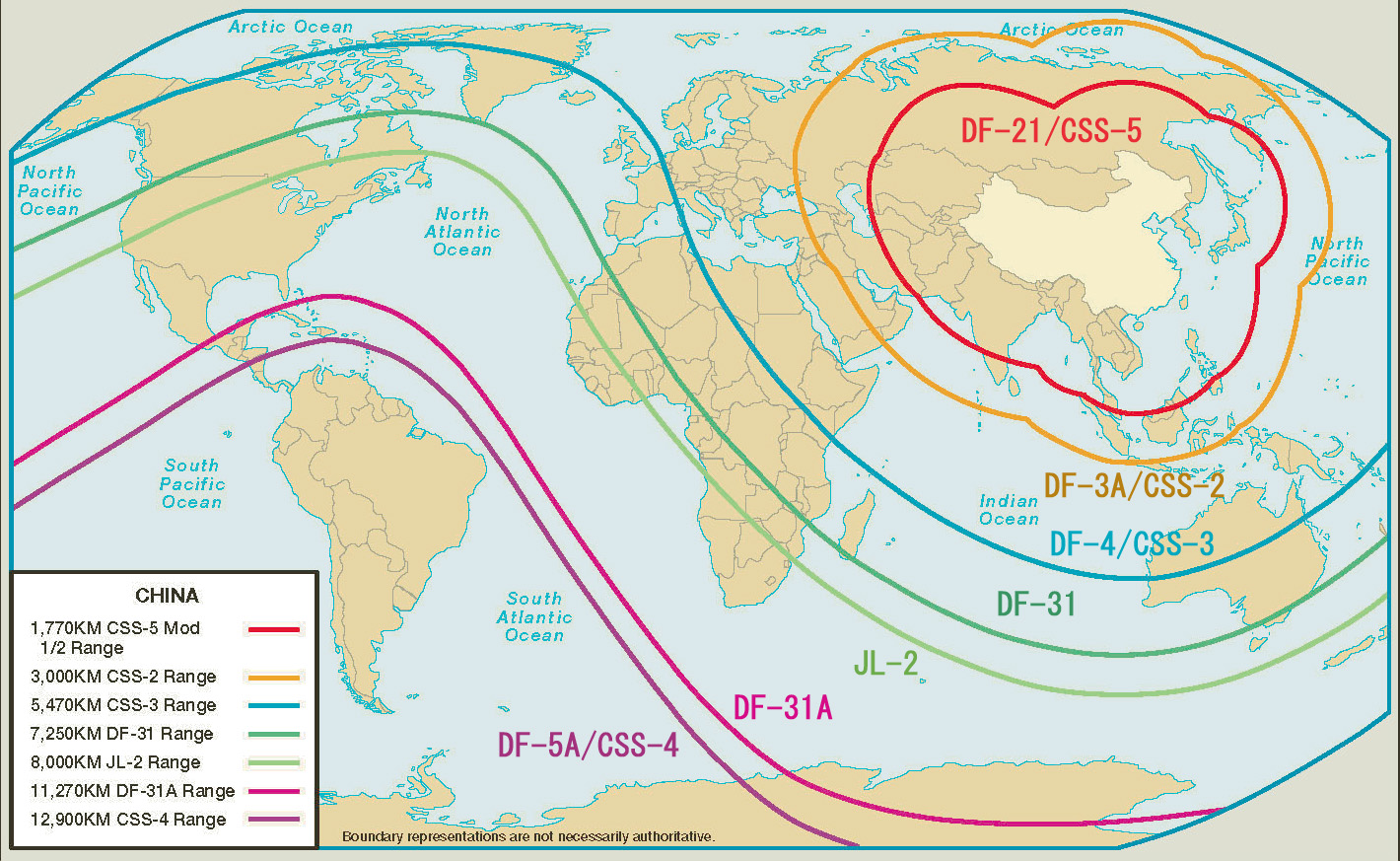
Reichweite von chinesischen Raketen

| System                   | Dongfeng 5 / DF-5                         | Dongfeng 5A / DF-5A                       |
| ------------------------ | ----------------------------------------- | ----------------------------------------- |
| NATO-Code                | CSS-4                                     | CSS-4A                                    |
| Einführungsjahr          | 1979                                      | 1986                                      |
| Antrieb                  | 2 Stufen mit Flüssigkeitsraketentriebwerk | 2 Stufen mit Flüssigkeitsraketentriebwerk |
| Länge                    | 33,00 m                                   | 36,00 m                                   |
| Durchmesser              | 3.350 mm                                  | 3.350 mm                                  |
| Gewicht                  | 183.000 kg                                | 183.000 kg                                |
| Nutzlast                 | 3.900 kg                                  | 3.200 kg                                  |
| Sprengkopf               | Nuklear 3.000 oder 5.000 kT               | Nuklear 4-6 MIRV zu je 350 oder 500 kT    |
| Einsatzreichweite        | 12.000 km                                 | 13.000 km                                 |
| Treffergenauigkeit (CEP) | 1.000-1.500 m                             | 500 m                                     |